# هشت‌پا (فیلم)
هشت‌پا فیلمی به کارگردانی، نویسندگی و تهیه‌کنندگی علیرضا داوودنژاد ساخته سال ۱۳۸۳ است.

## خلاصه فیلم
این فیلم داستان سه زن است با تشکیل یک شرکت تجاری، اقدام به اختلاس از یک مؤسسه اعتباری می‌کنند…

## بازیگران
| بازیگر             | نقش        | توضیحات    |
| ------------------ | ---------- | ---------- |
| محمدرضا فروتن      | امیر       |            |
| مهتاب کرامتی       | رویا مهاجر |            |
| ویشکا آسایش        | بیتا       |            |
| ماهایا پطروسیان    | زیور       |            |
| احمد نجفی          | همایون خان | عمو جان    |
| محمدرضا داوود نژاد | حسن مشرفی  | رئیس بانک  |
| آتنه فقیه نصیری    | آهو        |            |
| رضا داوودنژاد      | پیام       |            |
| علی صادقی          |            | راننده بنز |

## جشنواره‌ها
فیلم هشت‌پا در نهمین دوره جشن خانه سینما (۱۳۸۴) حضور داشته است.